# 2112 مولد دورايمون
2112 مولد دورايمون (باليابانية: 2112年 ドラえもん誕生) هو فيلم عن حياة دورايمون منذ الولادة وقبل أن يلتقي نوبيتا. ويعتبر الفيلم بداية سلسلة دورايمون، حيث يتحدث عن دورايمون قبل ارساله للقرن العشرين، كيف صُنع، كيف فقد أذنيه، كيف التقى بعائلة نوبيتا. عرض الفيلم في 4 مارس 1995.

## الشخصيات
- دورايمون

مؤدي الصوت: نوبويو أوياما.
- دورايمون الاصفر

مؤدي الصوت: تشيسا يوكوياما.
- دورامي

مؤدي الصوت: كيكو يوكوزاوا.

## روابط أضافية
- 2112 مولد دورايمون على موقع IMDb (الإنجليزية)
- 2112 مولد دورايمون على موقع فيلمافينيتي (الإسبانية)
- 2112 مولد دورايمون على موقع قاعدة بيانات الفيلم (الإنجليزية)
- 2112 مولد دورايمون على موقع ليتربوكسد (الإنجليزية)
- 2112 مولد دورايمون على موقع ANN anime (الإنجليزية)